# ارین (حوزه سرشماری)، نیویورک
ارین (به انگلیسی: Erin) یک منطقهٔ مسکونی در ایالات متحده آمریکا است که در Erin واقع شده‌است. ارین ۱٫۹۶ کیلومتر مربع مساحت و ۴۸۳ نفر جمعیت دارد و ۳۸۵٫۵۸ متر بالاتر از سطح دریا واقع شده‌است.